# Altlandsberg
Altlandsberg ( Aussprache ?) er en by i  Landkreis Märkisch-Oderland  i den tyske delstat Brandenburg.

## Geografi
Byen ligger øst for Tysklands hovedstad  Berlin.
Nabokommuner er:
- Strausberg
- Neuenhagen bei Berlin
- Fredersdorf-Vogelsdorf
- Prötzel
- Hoppegarten
- Werneuchen im Landkreis Barnim
- Petershagen/Eggersdorf

### Inddeling
Kommunen  Altlandsberg er inddelt i seks bydele/landsbyer med lokalstyre 
- Altlandsberg
- Bruchmühle
- Buchholz
- Gielsdorf
- Wegendorf
- Wesendahl

Derudover er der syv landsbyer uden lokalstyre:
- Eichenbrandt
- Neuhönow
- Paulshof
- Radebrück
- Seeberg
- Vorwerk
- Wilkendorf [1]